# 中原師員
中原 師員（なかはら の もろかず）は、鎌倉時代、鎌倉幕府の文官御家人・官僚、朝廷の貴族・儒学者。第4代将軍藤原頼経（九条頼経）の侍読で腹心の一人。鎌倉幕府評定衆筆頭席次の初代であり、北条氏の台頭後も北条氏以外の御家人としては最高の席次を保った。また、博士家中原氏の傍流にもかかわらず、朝廷で正四位下・大外記明経博士に昇った。宮騒動による頼経失脚後も幕府内での地位を落とすことなく、評定衆として活躍し続けた。
家学の明経道（儒学）だけではなく、有職故実から天文・方位・吉凶に通じた博学の人であり、主君や評定に対する答弁も巧みで、周囲から深く信頼されていた。歌人としては勅撰和歌集『千載和歌集』に入集した。
孫の親致は本姓を藤原氏に改姓し、鎌倉・室町の両幕府に高級官僚として仕えた武家摂津氏の祖となった。

## 略歴

### 出自
元暦2年（1185年）、中原師茂の子として誕生。中原氏は明経道・明法道を司る家系。師員の家系はその傍流に当たり、中原師任の一子・貞親の子孫。なお、師員の父・師茂は幕府創業の支柱だった中原親能・大江広元（中原広元）兄弟の従兄弟にあたる。
中原氏は庶流の貞親流が多く幕府に仕えたが、師員はその第三期に当たる。第一期として、鎌倉幕府草創期には、前述した中原親能・大江広元兄弟が源頼朝に側近として仕えた（十三人の合議制）。第二期として下向したのが師員の甥に当たる書博士の中原師俊で、『鎌倉年代記』や発給文書に活動が見えるが、『吾妻鏡』には名を残していない。

### 将軍頼経の腹心となる
師員は、中原氏から藤原氏に改姓した叔父の藤原親実と共に鎌倉幕府に仕え出したが、その正確な時期は不明である。幕府での活動における史料上の初見は、『吾妻鏡』嘉禄元年（1225年）2月24日条で、将軍御所に飛び込んできた小鷹について、『文選』を引いて凶事と上申したが、実はこの鷹は御所の飼鳥であったので採用されなかったという。この一件は失敗だったが、幕府で識者としての立場を既に得ていたことの証拠でもある。青山幹也の研究によれば、将軍頼経最大の側近は、藤原定員・中原師員・藤原親実・後藤基綱の4人だったという。
嘉禄元年（1225年）12月、中条家長や三浦義村、二階堂行村らと共に評定衆に任じられた。成立時点の席次筆頭であり、その後は北条氏の台頭と共に席次が下がっていくものの、北条氏に次ぐ席次を有した。
寛喜3年（1231年）に上洛し、春の除目で、中原師季・師方の後任として、中原師兼と共に大外記に補任された。藤原定家『明月記』によれば、これは現任の中原氏嫡流の大外記を廃して成り代わった、強引な人事だったという。『民経記』寛喜3年2月24日条によれば、将軍頼経が侍読の労として師員を強く推挙したのだという。これに加え、同年に摂津守（当時は住吉社造国司も兼ねた）にも補任された。前任者の藤原兼宣は前々からこの地位の辞任を望んでいた（『明月記』前年3月22日条）とはいえ、『民経記』同年5月3日条によれば、特に師員が選ばれたのは、やはり幕府の意向が強く働いたものであるという。
嘉禎2年（1236年）の12月26日条に「去る十八日の除目の聞書到着す。武州（北条泰時）左京権大夫を兼ね給う。師員主計の頭に任ず」とある。連署執権北条時房死後には政所下文に北条泰時の次に署判を加えている。
寛元2年（1244年）、頼経が子の頼嗣に将軍職を譲ったが、大殿と称され実権を握り続ける。師員は将軍家の儀礼・祭祀を司る御所奉行として、頼経個人というよりは将軍家全体に仕えていたようである。

### 宮騒動とそれ以降
寛元4年（1246年）、大殿（前将軍）藤原頼経と執権北条時頼との対立である宮騒動が発生。6月6日、この騒動は北条得宗家勝利で決着がついた（『葉黄記』同日条）。
この騒動により、頼経の側近4人のうち第一の腹心である藤原定員は失脚し、出家を命じられた。
その一方で、側近4人のうち後藤基綱は地位こそ減じられたものの、子孫は六波羅探題評定衆の家系として存続した。その上、師員と叔父の藤原親実には何らの処罰もなく、官僚として幕府に務め続けた。師員は死の直前まで評定衆の地位にあった。
この処遇について、永井晋は、定員以外の側近は頼経個人ではなく、あくまで「鎌倉幕府将軍」に仕えていたので、定員よりは罪を減じられたのではないか、と主張している。特に、師員の場合は、家業の明経道（儒学）を応用して、典礼に詳しかったり、陰陽師の統括をするなど、知識を問われる実務全般に通じていた能吏だったため、将軍家での重要性が大きかったのであろうという。
建長3年（1251年）6月15日、出家、法名は行厳。理由は病のためという。同月22日（1251年7月12日）、卒去。

### 死後
師員は長男師守の子である師文を京都に置き、中原氏としての家学である明経道（儒学）を継がせた。師員は生前、明経博士を辞任する引き換えに、師文に直講（儒学の教官）の地位を申任していた。その後、師文は順調に出世を重ねて弘長2年（1262年）に明経博士となった。
一方、次男の師連には、鎌倉幕府の高級官僚としての地位を継承させた。師連は宗尊親王の御所奉行、評定衆として活躍した。評定衆としての席次は低かったとはいえ、中原氏貞親流を評定衆の家柄として確立し、後の摂津氏の礎を築いた点について、永井晋は師連に一定の評価を与える。師連も最初は明経家としての官位を持っていたが、年を重ねるにつれてその意識は薄れていき、やがて本人も後裔も学問から離れて、純粋に実務官僚の家柄として幕府に仕えるようになっていった。
師連の子の親致は、本姓を藤原氏に改姓し、さらに摂津氏の名字を名乗り、幕府中枢の高級官僚を世襲した。

## 人物
家学の明経道（儒学）だけではなく、有職故実から天文・方位・吉凶の卜占にまで通じた博学多才の士だった。これらの知識を活かし、諮問に対しての回答が的を射ていたので、将軍を含め周囲から大きな信を得ていた。
歌人としては、勅撰和歌集『千載和歌集』に、中原氏傍流ながら大外記に補任されたときの喜びを歌った和歌「苔のしたの 心の暗や 晴れぬらむ 今日身を照す あけの衣に」が入集。
また、子・師連と共に『吾妻鏡』に多数実名で登場することから、『吾妻鏡』編纂の原史料としてその日記・筆録の類が利用された可能性が高いという説がある。

## 官歴
- 元暦2年（1185年） - 誕生[2]
- 時期不明 - 明経准得業生[2]
- 建久8年（1197年）12月15日 - 権少外記[2]
- 正治元年（1199年）3月23日 - 大蔵権少輔[2]
- 建仁2年（1202年）4月15日 - 大学寮直講[2]
- 建保6年（1218年）1月13日 - 大学寮助教[2]
- 寛喜元年（1229年） - 穀倉院別当[2]
- 同3年（1231年）春除目 - 大外記[7]
- 同年5月3日 - 摂津守[2]
- 貞永元年（1232年）12月15日 - 明経博士[2]
- 文暦元年（1234年）4月2日 - 大膳権大夫[2]
- 嘉禎2年（1236年）12月18日 - 主計頭[2]
- 仁治2年（1241年）2月1日 - 正四位下[2][19]
- 建長3年（1251年）6月15日 - 出家[2]
- 同月22日（西暦7月12日） - 卒去[2]

## 関連文献
- 『吾妻鏡』（二十五）
- 『関東評定伝』
- 五味文彦『増補 吾妻鏡の方法―事実と神話にみる中世』（吉川弘文館、2000年）
- 細川重男『鎌倉政権得宗専制論』（吉川弘文館、2000年）